# Martirio di san Giovanni Evangelista
Il Martirio di San Giovanni Evangelista è uno stucco policromo di Donatello che decora uno dei medaglioni sui pennacchi che reggono la cupola della Sagrestia Vecchia nella basilica di San Lorenzo a Firenze. Misura 215 cm di diametro e risale al 1428-1443. Vari studiosi hanno proposto datazioni entro intervalli più brevi, ma non c'è accordo al riguardo.

## Storia
La Sagrestia di Filippo Brunelleschi, commissionata da Giovanni di Bicci de' Medici, venne realizzata tra il 1421 e il 1428. Un primo contatto con Donatello dovette risalire già al 1428, quando iniziò a fornire i primi rilievi, tra cui, forse, proprio i tondi delle Storie di San Giovanni evangelista. Nel 1434, dopo la morte di Giovanni e il rientro di Donatello da Roma, Cosimo de' Medici affidò allo scultore il compito di completare la decorazione di quella che era già diventata la cappella funebre della famiglia Medici. Donatello vi lavorò a più riprese, vista anche la mole del lavoro che prevedeva otto medaglioni monumentali, due lunette-soprapporte e due porte bronzee. I lavori erano tutti conclusi alla partenza per Padova dell'artista (1443).
Brunelleschi non fu contento dei lavori di Donatello alla sua Sagrestia: essi andavano a intaccare quell'essenzialità decorativa di cui si faceva promotore, inoltre non aveva gradito che non fosse stato interpellato nemmeno per un parere: fu la fine dell'amicizia e della collaborazione tra i due geni del primo Rinascimento.

## Descrizione e stile
I quattro medaglioni dei pennacchi rappresentavano scene della vita di san Giovanni evangelista, al quale era dedicata la cappella essendo il patrono del primo committente, Giovanni di Bicci. Si tratta della prima grande commissione documentata da parte dei Medici per lo scultore, nonché della sua prima prova conosciuta su un ciclo composto da più scene.
La scena del Martirio di San Giovanni Evangelista è la seconda del ciclo. Secondo la Legenda Aurea il santo si trovava a Roma dove assistette al martirio dei santi Pietro e Paolo. Fu catturato e a sua volta martirizzato facendolo immergere nell'olio bollente, ma egli ne uscì miracolosamente indenne. Sul luogo del martirio a Roma è stata eretta nel XVI secolo una cappellina ottagonale, denominata S.Giovanni in Oleo. Confinato in seguito nell'isola di Patmos, qui ricevette la visione dell'Apocalisse.
La Resurrezione, come gli altri medaglioni, è ottimizzata per una visione trasversale dal basso, secondo il punto di vista naturale dello spettatore (infatti si vede il bordo inferiore del calderone). La scena è asimmetrica, con un edificio alto sulla destra, un piano dove si svolge l'azione principale, che assomiglia al cortile di un castello chiuso da pareti merlate, e un piano inferiore a cui allude la scala in primo piano, sulla quale stanno salendo alcuni personaggi. Le figure tagliate sono tipiche delle opere mature di Donatello, che così ampliava idealmente lo spazio alludendo anche a cose che lo spettatore non vede o vede solo parzialmente. L'iconografia è tradizionale, ma lo spazio è dilatato, per creare effetti di prospettiva.
La scena principale avviene al centro, con il santo immerso nel pentolone da dove esce fermo e sereno, con le mani giunte in preghiera verso un angelo del Signore venuto a salvarlo. Attorno a lui stanno i soldati, che alzano le armi impotenti contro l'apparizione celeste, e una serie di servitori che portano la legna da ardere e l'attizzano con lunghi forconi. In questo tondo Donatello lasciò visibili i chiodi di sostegno dello stucco, posti sul bordo del calderone, trasformandoli in elemento decorativo.